# Mapararí (Venezuela)
Pour les articles homonymes, voir Maparari.
Mapararí est la capitale de la paroisse civile de Mapararí de la municipalité de Federación de l'État de Falcón au Venezuela.